# Emile Dunkler
Emile François Dunkler (Den Haag, 17 augustus 1838 – aldaar, 6 februari 1871) was een Nederlands cellist en saxofonist.
Hij was zoon van de muzikale duizendpoot François Dunkler jr. en Christina Wilhelmi. Grootvader François Dunkler sr. was ook al musicus. Emile François Dunkler was in het bezit van de Orde van Isabella de Katholieke en Orde van Karel III.
Hij kreeg van zijn vader de eerste muzieklessen, maar ook vermoedelijk van Joseph Giese. Hij vertrok al als jongeling naar Parijs. Hij werd er cellist in het orkest van Napoleon III dat een onderdeel was van het korps Guides de la Garde Impériale, maar verdiepte zich ook in de klanken van de toen net uitgevonden saxofoon. In het harmonieorkest was hij de eerste alt-saxofoon speler. Dunkler gaf concerten in geheel West-Europa en de Verenigde Staten van Amerika. Als saxofonist in het Franse leger maakte hij de veldtochten naar Italië mee (Slag bij Magenta en Slag bij Solferino). Bij het uitbreken van de Frans-Duitse Oorlog in 1870 vluchtte hij naar zijn ouders in Nederland en stierf op jeugdige leeftijd.
In zijn korte leven wist hij toch een aantal composities oplopend tot opus 45 voor cello op papier te zetten, meest uitgegeven in Parijs. Hierbij moet vermeld worden dat een deel daarvan ook het werk van Emiles broer, de pianist en componist Louis Edouard Dunkler (1849-1885) kan zijn. Zijn werkje La fileuse werd ooit door Ernest Demunck uitgevoerd. Een deel van zijn werklijst, die zich grotendeels binnen de salonmuziek afspeelt:
- opus 11: Fantaisie originale
- opus 12: Ballade
- opus 13: Danse Hollandaise
- opus 14: Berceuse
- opus 15: La fileuse[5][6]
- opus 16: Caprice Mazurka
- opus 17: Tarentelle
- opus 18: Caprice Hongrois[7]
- opus 19: Chanson à boire
- opus 20: Rêverie
- opus 21: Une larme
- opus 22: Un reproche
- opus 23: Valse de concert
- opus 24: Introduction et polonaise
- opus 25: Adagio et rondo
- opus 26: L’absence
- opus 27: Souvenir de Pesth

- Bibliothèque nationale de France: cb109474757 (data)
- Gemeinsame Normdatei: 1056135387
- International Standard Name Identifier: 0000 0000 0379 0176
- Library of Congress Control Number: no2014163380
- MusicBrainz: fab172bf-02e3-4f12-bb44-6c950837da56
- Nationale Bibliotheek van Tsjechië: mzk2013776926
- Nederlandse Thesaurus van Auteursnamen: 244633134
- Virtual International Authority File: 57035177
- WorldCat: E39PBJk4DdhKxvm99xRmkjXmVC